# Los Sarrasins
Los Sarrasins (en francès Castelsarrasin) és un municipi francès, situat al departament de Tarn i Garona i la regió Occitània.

## Demografia
| Evolució de la població Cassini i INSEE |       |       |       |       |       |       |       |       |
| 1793                                    | 1800  | 1806  | 1821  | 1831  | 1836  | 1841  | 1846  | 1851  |
| 6 500                                   | 6 104 | 6 487 | 6 946 | 7 092 | 7 408 | 7 008 | 7 250 | 7 208 |

| 1856  | 1861  | 1866  | 1872  | 1876  | 1881  | 1886  | 1891  | 1896  |
| ----- | ----- | ----- | ----- | ----- | ----- | ----- | ----- | ----- |
| 6 894 | 6 838 | 6 835 | 6 514 | 6 906 | 7 245 | 7 590 | 7 772 | 7 871 |

| 1901  | 1906  | 1911  | 1921  | 1926  | 1931  | 1936  | 1946  | 1954   |
| ----- | ----- | ----- | ----- | ----- | ----- | ----- | ----- | ------ |
| 7 858 | 7 496 | 6 996 | 6 707 | 7 546 | 8 040 | 7 768 | 8 360 | 10 098 |

| 1962   | 1968   | 1975   | 1982   | 1990   | 1999   | 2006   | 2011 | 2016 |
| ------ | ------ | ------ | ------ | ------ | ------ | ------ | ---- | ---- |
| 10 388 | 11 318 | 10 752 | 10 924 | 11 317 | 11 352 | 12 740 | -    | -    |

| 2019 | - | - | - | - | - | - | - | - |
| ---- | - | - | - | - | - | - | - | - |
| -    | - | - | - | - | - | - | - | - |

## Administració
| Període   | Identitat      | Partit                    |
| --------- | -------------- | ------------------------- |
| 1914-1920 | Henri Pottevin | Radical                   |
| 1920-1944 | Joseph Flamens | Radical                   |
| 1944-1977 | Adrien Alary   | Radical, des de 1947 SFIO |
| 1977-1983 | Pierre Boé     | Radical                   |
| 1983-1985 | Pierre Montet  | PS                        |
| 1985-1989 | Antoine Molina | PS                        |
| 1989-     | Bernard Dagen  | UDF, després MoDem        |

## Agermanaments
- Fiume Veneto